# Эннеаграмма (геометрия)

Эннеаграмма, показанная как последовательность звёзд

Эннеаграмма — плоская фигура, имеющая девять вершин.

## Правильные эннеаграммы
Правильная эннеаграмма (девятисторонний звёздчатый многоугольник) строится на тех же точках, что и правильный девятиугольник, но соединения производятся не подряд, а с фиксированным шагом. Она существует в двух формах, соответствующих символам Шлефли {9/2} и {9/4}, и соединяющих каждую вторую и каждую четвёртую точку соответственно.
Имеется также звезда, {9/3} или 3{3}, построенная на тех же точках правильного девятиугольника, но состоящая из трёх правильных треугольников. (Если треугольники попеременно переплетены, в результате получим брунново зацепление.) Эта звезда известна как звезда Голиафа, а {6/2} или 2{3} известна как звезда Давида.
| Полный граф K9 | Девятиугольник {9/1} | Звёздный многоугольник {9/2} | Звезда {9/3} или 3{3} | Звёздный многоугольник {9/4} |

## Другие фигуры эннеаграмм
| Ехиднаэдр имеет изогональные грани — энеаграммы. Они являются 9/4 звёздными многоугольниками, но расстояние между вершинами не одинаково. | Эннеаграмма личности и учения Четвёртого пути используют неправильные эннеаграммы, состоящие из треугольника и неправильной гексаграммы. | Символ Бахаи |

Девятиугольная звезда эннеаграммы может также символизировать девять даров или плоды святого духа .

## Использование в популярной культуре
- Slipknot,  ню-метал-группа, использовала {9/3} звезду в качестве символа.[5]

## Использование в архитектуре
Крепость Пальманова в Италии, заложенная в 1593 году, построена в форме правильной девятиугольной звезды